# Yūki Sasahara
Yūki Sasahara (jap. 笹原 友希, Sasahara Yūki; * 11. April 1984 in Akita, Präfektur Akita) ist ein japanischer Skeletonfahrer.
Yūki Sasahara tritt seit November 2005 bei internationalen Skeletonrennen an. Sein Debüt gab er im Rahmen des America’s Cup in Calgary, wo er den 19. Rang belegte. Bei den Juniorenweltmeisterschaften im Februar 2006 in Igls belegte er Platz elf. Ein erstes herausragendes Ergebnis erreichte der Japaner mit dem dritten Rang bei einem Europacup-Rennen im Januar 2007 in Winterberg. Ein Jahr später erreichte er im Rahmen des Skeleton-America’s-Cup 2007/08 in Park City einen dritten und einen ersten Rang und gewann schließlich vor Chris Burgess und Yuzuru Hanyūda die Gesamtwertung. In der Saison 2008/09 startete Sasahara hauptsächlich im Europacup, wo er an sechs der acht Saisonrennen teilnahm und nach Platzierungen zwischen 5 und 13 im Endklassement Siebter wurde. 2009/10 kehrte er in den America’s Cup zurück und belegte nach einstelligen Ergebnissen bei allen seinen sieben Teilnahmen in der Gesamtwertung den vierten Platz. Im Januar 2010 startete er erstmals im Intercontinentalcup und erreichte vier Resultate zwischen Rang 11 und 15.
Auch die folgenden drei Winter bestritt Sasahara im Intercontinentalcup. 2010/11 erreichte er als Neunter in Whistler seine erste einstellige Platzierung, 2011/12 kam er in der Gesamtwertung mit dem zehnten Rang erstmals unter die Top 10 und 2012/13 steigerte er sich auf den achten Gesamtrang, obwohl er das letzte Saisonrennen ausließ. Stattdessen startete er bei der Skeleton-Weltmeisterschaft 2013 in St. Moritz, wo er es als 20. in den entscheidenden vierten Lauf schaffte, und gab beim letzten Saisonrennen sein Debüt im Weltcup mit Rang 21 in Sotschi. Im Weltcup 2013/14 erreichte Sasahara nach schwankenden Ergebnissen im Saisonverlauf beim letzten Rennen in Königssee mit dem neunten Platz ein erstes Top-10-Resultat. Er nahm im Anschluss an den Olympischen Spielen von Sotschi teil, wo er den 22. Platz belegte. Auch die folgende Saison bestritt er im Weltcup, kam jedoch nicht über Ergebnisse zwischen Rang 16 und 19 hinaus. In der Saison 2015/16 kehrte Sasahara in den Intercontinentalcup zurück.